# Schrei nach Freiheit
Schrei nach Freiheit ist ein Spielfilm über Steve Biko, Donald Woods und die Apartheid in Südafrika.
Der Film basiert auf einem Sachbuch des Journalisten Donald Woods und beschreibt die Geschichte von Steve Biko, dem Gründer des Black Consciousness Movement (BCM), der seinen Einsatz für die Rechte seiner schwarzen Mitmenschen mit dem Leben bezahlt, und die damit verbundene Geschichte des Sachbuchautors selbst. Der Film zeigt einem großen Publikum Konsequenzen der Politik der Apartheid.
Zu Beginn werden die Namen der gesamten Crew gezeigt, da im üblicherweise dafür vorgesehenen Abspann eine Liste von Personen folgt, die während ihrer Inhaftierung in Südafrika gestorben waren.

## Handlung
Der Film schildert, wie sich zwei Südafrikaner, der unter einem Bann stehende Schwarze Steve Biko und der weiße Herausgeber einer Zeitung, Donald Woods, kennen und schätzen lernen.
Biko wird auf dem Weg zu einem Treffen von der Polizei verhaftet. Er bekommt nichts zu essen und wird brutal gefoltert. Trotz seines lebensbedrohlichen Gesundheitszustandes wird er in ein weit entferntes Polizeikrankenhaus transportiert und stirbt dort an seinen Verletzungen. Davon sehr betroffen, will Woods eine Vortragsreise in die USA machen, wird aber vor dem Abflug von der Polizei festgehalten und ihm wird ebenfalls der Bann auferlegt, was unter anderem bedeutet, dass er in den folgenden fünf Jahren nicht mit mehr als einer Person in einem Raum sein darf und ein bestimmtes Gebiet nicht verlassen darf. Zudem ist es ihm verboten, zu schreiben, was ihn als Journalist schwer trifft. Trotzdem verfasst er in dieser Zeit ein Buch über alle Geschehnisse, das er stets verstecken muss.
Nach einigen Überlegungen erkennt er, dass er seine Chance in der Flucht suchen muss, und setzt sich in der Silvesternacht als Pater verkleidet mit der Hilfe von Freunden nach Lesotho ab. Seine Familie folgt ihm, bevor die Polizei sie daran hindern kann. Um aus Lesotho auszufliegen, muss das Flugzeug jedoch südafrikanisches Gebiet überqueren. Wichtig ist ihm, dass das geschriebene Buch einen Verlag in England erreicht, um der Außenwelt über die herrschenden Zustände zu berichten. Die Presse wird über die Flucht informiert und die südafrikanische Regierung droht mit Abfangjägern, doch da Woods und seine Familie UNO-Pässe erhalten haben und ein lesothischer Regierungsbeamter mit an Bord geht, wagen sie es und fliehen.

## Kritiken
„Die Freundschaft eines liberalen südafrikanischen Journalisten mit einem Bantu-Führer bildet die Basis für eine nachdrückliche Anklage gegen die Auswüchse der Apartheid-Politik. […] wegen seiner humanitären Tendenz beachtenswert.“

## Auszeichnungen (Auswahl)
1988 war der Film für den Oscar in den Kategorien Bester Nebendarsteller (Denzel Washington), Beste Filmmusik sowie Bester Song nominiert.
Im selben Jahr gewann der Film einen British Academy Film Award in der Kategorie Bester Ton. In sechs weiteren Kategorien wie unter anderem Bester Film gab es Nominierungen.

## Sonstiges
In Südafrika wurden von der geheimen Polizeieinheit Vlakplaas Bombenanschläge auf Kinos ausgeführt, die den Film zeigten.
Eine Liveversion des Liedes Biko von Peter Gabriel, die im Juli 1987 im Blossom Music Center in Cuyahoga Falls, Ohio, aufgenommen wurde, wurde später im selben Jahr als Single veröffentlicht, um für Schrei nach Freiheit zu werben. Das Musikvideo besteht aus Ausschnitten aus dem Film und Gabriels Gesang. Das Lied kam jedoch in dem Film nicht vor und war auch nicht in dem Film-Soundtrack enthalten.